# Bill Harsha

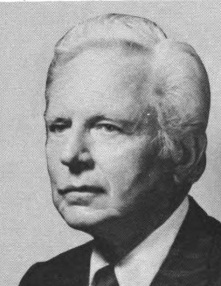
Bill Harsha (1977)

William Howard „Bill“ Harsha (* 1. Januar 1921 in Portsmouth, Ohio; † 11. Oktober 2010 ebenda) war ein US-amerikanischer Politiker. Zwischen 1961 und 1981 vertrat er den Bundesstaat Ohio im US-Repräsentantenhaus.

## Werdegang
Bill Harsha besuchte bis 1939 die Portsmouth High School und danach das Kenyon College.  Von 1942 bis 1944 diente er während des Zweiten Weltkrieges im Marine Corps. Nach einem Jurastudium an der Western Reserve University und seiner 1947 erfolgten Zulassung als Rechtsanwalt begann er in Portsmouth in diesem Beruf zu arbeiten. Zwischen 1947 und 1951 gehörte er zu den juristischen Vertretern dieser Stadt; von 1951 bis 1955 fungierte er als Staatsanwalt im Scioto County. Politisch war er Mitglied der Republikanischen Partei.
Bei den Kongresswahlen des Jahres 1960 wurde Harsha im sechsten Wahlbezirk von Ohio in das US-Repräsentantenhaus in Washington, D.C. gewählt, wo er am 3. Januar 1961 die Nachfolge von Ward Miller antrat. Nach neun Wiederwahlen konnte er bis zum 3. Januar 1981 zehn Legislaturperioden im Kongress absolvieren. In diese Zeit fielen unter anderem der Vietnamkrieg, die Watergate-Affäre und das Ende der Bürgerrechtsbewegung. Im Jahr 1980 verzichtete er auf eine weitere Kandidatur.
Zwischen 1981 und 1986 war Bill Harsha als Berater in der Bundeshauptstadt Washington tätig. Er starb am 11. Oktober 2010 in seinem Heimatort Portsmouth, wo er auch beigesetzt wurde.